# Кобец, Вера Николаевна
Вера Николаевна Кобец (16 мая 1948, Ленинград) — российский писатель и переводчик.

## Биография
Из семьи потомственных интеллигентов. Окончила факультет востоковедения ЛГУ по специальности «История Японии» (1971). Училась в аспирантуре Института философии АН СССР, кандидат исторических наук (1979). Работала в Институте востоковедения АН СССР (1977—1985), публиковала статьи по истории японской мысли. Преподавала в Петербургском восточном институте, в университете Билефельда. Пишет прозу с 1984, с 1991 публикует переводы англоязычной и японской литературы (Уильям Голдинг, Айрис Мердок, Филип Рот, Кэндзабуро Оэ и др.).
Член Союза писателей Санкт-Петербурга.

## Книги прозы
- Побег (1998, рецензия —  Архивная копия от 26 октября 2013 на Wayback Machine)
- Сладкая жизнь эпохи застоя (2005)
- Прощание (2011, см.: )

## Признание
Номинация на премию Северная Пальмира. Новеллы переведены на английский, немецкий, финский языки.